# Illés Béla (író)
Illés Béla (született Lipner Béla) (Kassa, 1895. március 25. – Budapest, 1974. január 5.) kétszeres Kossuth-díjas író, újságíró.

## Életpályája

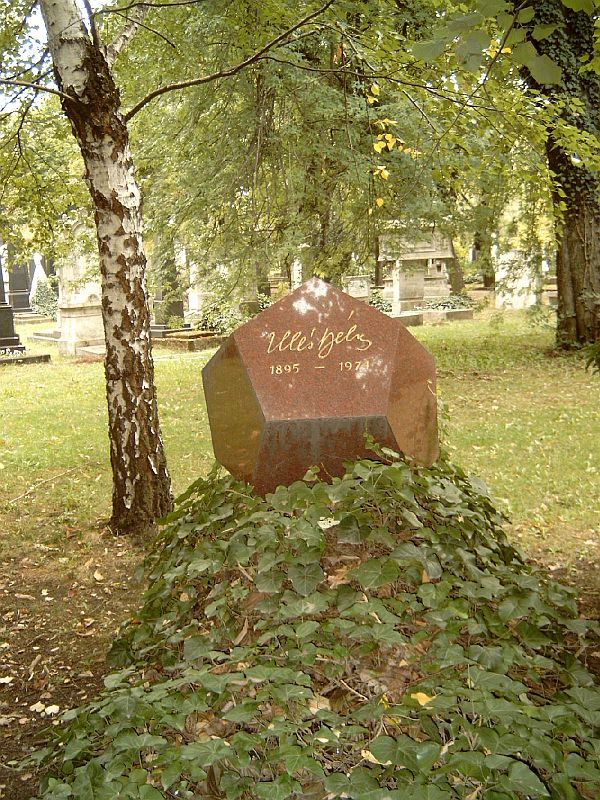
Illés Béla sírja Budapesten. Kerepesi temető: 34/2-1-24.

Szülei Lipner Izidor (1860–1943) őrmester és Beck Róza (1876–1967) voltak. 1912-ben a zuglói Szent István Gimnáziumban érettségizett. 1916-ban doktorált a Budapesti Tudományegyetemen. Első írásait Ady Endre közbenjárásával a Nyugat közölte még ugyanebben az évben. A Nyugat hasábjain ettől kezdve rendszeresen vállalt politikai és közírói szerepet. Inkább szocialista, mint polgári radikális nézeteket vallott.
1919-ben emigrált Bécsbe. 1920–1921 között a Csehszlovákiához tartozó Kárpátalján a Munkás Újság munkatársa volt. Letartóztatták, majd kiutasították Csehszlovákiából. 1921–1922 között ismét Bécsben élt mint alkalmi munkás és filmstatiszta. 1923-ban, miután kiutasították Ausztriából is, a Szovjetunióba utazott. A Sarló és Kalapács munkatársa lett. 1927-től a Szovjet Írók Szövetsége titkárságának munkatársa volt.
Regényei a Magyarországi Tanácsköztársaság eseményeit, a forradalomhoz vezető utat elevenítik fel. A szovjet hadsereg őrnagyaként részt vett Budapest ostromában. Háborús szóbeszédek szerint kijelentette, hogy a szovjet katonaság számára „a magyar nők is a szabad zsákmány körébe tartoznak”. 1950-1956 között az Irodalmi Újság főszerkesztője volt. 1957–1959 között az Élet és Irodalom szerkesztőbizottsági tagja volt.
Dédunokája Járai Máté színművész.

### Guszev kapitány
Híres alakja Alekszej Guszev, az 1848-49-es szabadságharcot leverő orosz hadsereg tisztje, akit állítólag 1849 augusztusában hat társával együtt Minszkben felakasztottak, mert kritizálta az orosz beavatkozást. Az orosz tisztet először 1945 februárjában említette Orosz tisztek Kossuth Lajosért című cikkében, ekkor még századosként. Az 1948-as kiadású 8. osztályosoknak szóló történelem tankönyvben már magasabb, őrnagyi rangot kapott. Budapesten 1951-ben utcát is elneveztek róla (korábban Sas utca). A korabeli sajtóban Guszev az évszázados orosz–magyar barátság egyik szimbólumává vált. Ilyen formában került be Illyés Gyula Két férfi című filmregényébe is: „Petőfire az az őrmester emel fegyvert, aki Guszevet elfogta és vasraverte.”
1948-ban magyar delegáció utazott a Szovjetunióba, hogy tiszteletüket tegyék Guszev és társai sírjánál. A sírokat, illetve az Illés által idézett levéltári periratokat azonban sehol sem találták. Noha Illés Béla sohasem ismerte el a hamisítást, azt a történészek az ötvenes évek derekára már bizonyítottnak látták. A Guszev utca 1990-ben kapta vissza eredeti nevét.
Illés Béla más írásaiban is fellelhetők hasonló, történetileg megalapozatlan részletek, például a Rákóczi-kori orosz követ, Morozov naplójának ismertetésében.

## Díjai
- Kossuth-díj (1950, 1955)

## Művei
- Doktor Utrius Pál honvédbaka hátrahagyott írásai; sajtó alá rend. Illés Béla; Világosság Ny., Bp., 1917
- Spartacus élete; Korvin Ny., Bp., 1919 (Táltos könyvtár)
- A szellemi munkások és a szocializmus; Táltos, Bp., 1919 (Táltos könyvtár. Időszerű kérdések)
- Ruszin Petra temetése. Novellák; s.n., Bratislava, 1921
- Ég a Tisza (1929)
- Nem mese; Külföldi Munkások Kiadóvállalata, Moszkva, 1932 (A "Sarló és Kalapács" kiskönyvtára)
- Zalka Máté; Officina, Bp., 1945 (Officina. Új sorozat)
- Fogarasi Béla–Illés Béla: Magyar-orosz történelmi kapcsolatok; Magyar-Szovjet Művelődési Társaság, Bp., 1945 (Jó szomszédság könyvtára)
- Spartacus; Officina, Bp., 1945 (Officina könyvtár)
- Új bor. Regény; Singer-Wolfner, Bp., 1945
- Kárpáti rapszódia. Regény három részben; Új Idők, Bp., 1946
- Erdei emberek. Regény; Új Idők Irodalmi Intézet, Bp., 1946
- Zsatkovics Gergely királysága. Regény; Singer-Wolfner, Bp., 1946
- Találkozások; Athenaeum Ny., Bp., 1946
- Az aranyliba; bev. Romain Rolland; Athenaeum, Bp., 1946
- Szkipetárok. Regény; Új Idők, Bp., 1946
- Szkipetárok; ifjúsági kiad.; Új idők, Bp., 1947
- A Guszev-ügy; Budapest Irodalmi Intézet, Bp., 1947 (Jó könyvek)
- Tűz Moszkva alatt. Elbeszélés; Athenaeum, Bp., 1947 (Zsebkönyvtár)
- Emberek vagyunk. Novellák, rajzok; Szikra, Bp., 1948 (Szikra regénytár)
- A derűlátás hatalma. Novellák; Budapest Irodalmi Intézet, Bp., 1949 (Magyar elbeszélők)
- Fegyvert s vitézt éneklek; Révai, Bp., 1949
- Sztálin a dolgozó parasztságért; Népművelési Minisztérium, Bp., 1949 (Szabad Föld téli esték füzetei)
- Mit jelent a győzelmes októberi szocialista forradalom a magyar dolgozó parasztságnak; MDP, Bp., 1949
- A szovjet hadsereg – a szabadság és béke fegyveres ereje; HM–Magyar-Szovjet Társaság, Bp., 1950
- A vígszínházi csata; Révai, Bp., 1950
- Kerekes Pista világkörüli utazása; Athenaeum, Bp., 1950 (Ifjú Gárda könyvtár)
- Lenin és a magyar dolgozó parasztság; MDP, Bp., 1951
- Sztálin és az irodalom; MSZT, Bp., 1951
- Válogatott elbeszélések; Szépirodalmi, Bp., 1951
- Honfoglalás; Szépirodalmi, Bp., 1952–1954
  - 1. 1943
  - 2. 1944
  - 3. Új esztendő
- Történelmi lecke. Cikkek, tanulmányok; Művelt Nép, Bp., 1952
- Népünk szabadságáért. Rákosi Mátyás elvtárs életéből; Szikra, Bp., 1952
- Illés Béla: Zalka Máté / Gyáros László: Lukács tábornok; Magyar Szabadságharcos Szövetség, Bp., 1952
- Rákosi elvtárs harcos élete; Magyar Foto Dia-Osztály, Bp., 1953 (Beszélő képek)
- Háztűznéző. Elbeszélések; Szépirodalmi, Bp., 1955
- Harminchat esztendő; Szépirodalmi, Bp., 1956
- Válaszúton; Magvető, Bp., 1958
- Anekdoták könyve; Szépirodalmi, Bp., 1959
- Szivárvány. Színmű; Szépirodalmi, Bp., 1959
- Hétköznapok. Novellák; utószó Halász Sándor; Irodalmi és Művészeti Kiadó, Bukarest, 1960 (Kincses könyvtár)
- Anekdoták könyve és újabb egészen rövid történetek; utószó Király István; Szépirodalmi, Bp., 1960 (Olcsó könyvtár)
- Kenyér. Novellák. 1920–1960; bev. Diószegi András; Magvető, Bp., 1961
- Ahogy a kortárs látta. Cikkgyűjtemény; Szépirodalmi, Bp., 1961
- Vér nem válik vízzé!; Szépirodalmi, Bp., 1962
- Válogatott elbeszélések; vál. Szalontai Mihály; Szépirodalmi, Bp., 1962 (Diákkönyvtár)
- Inasévek. Regény; Móra, Bp., 1963
- Anekdoták, találkozások, történetek; összegyűjt., szerk. Jászberényi József; Szépirodalmi, Bp., 1964
- Az aranyliba. Összegyűjtött elbeszélések. 1920–1964; összegyűjt., szerk. Jászberényi József; Szépirodalmi, Bp., 1965
- A 339-es szoba / Új esztendő; Szépirodalmi, Bp., 1966
- Lövészárokban. Cikkek, publicisztikai írások, karcolatok. 1916–1966; vál., szerk. Jászberényi József; Szépirodalmi, Bp., 1967
- Pipafüst mellett. Írások irodalomról, írókról, könyvekről, színművekről, filmekről, képzőművészetről; összegyűjt., szerk. Jászberényi József; Szépirodalmi, Bp., 1967
- A pemétei csoda. Elbeszélések, kisregények, arcképvázlatok, színművek; szerk. Jászberényi József; Szépirodalmi, Bp., 1968
- Az aranyliba; 2. bőv. kiad.; Szépirodalmi, Bp., 1972
- Varázsló inasok; vál. Kónya Judit; Szépirodalmi, Bp., 1978 (Kiskönyvtár)